# جمعية العهد
جمعية العهد جمعية عربية نشأت في نهاية العهد العثماني.
أنشأ هذه الجمعية البكباشي عزيز المصري بالإضافة إلى مجموعة من الضباط العرب في الجيش العثماني كان من أجل تعزيز الوحدة العثمانية ورأب الصدع بين ضباط العرب والأناضول والبلقان.
تأسست بتاريخ 28 أكتوبر 1913 لتحل محل الجمعية القحطانية وكان برنامجها هو برنامج الجمعية القحطانية وإن كان قد صيغ بلغة عسكرية وهو السعي وراء الاستقلال الداخلي للبلاد العربية. ومن أبرز الضباط العرب الذين انضموا إلى الجمعية طه الهاشمي وشقيقه ياسين الهاشمي ومحمد شريف العمري وسليم الجزائري.